# Real del Monte, Veracruz
Real del Monte är en ort i Mexiko.   Den ligger i kommunen Zongolica och delstaten Veracruz, i den sydöstra delen av landet, 250 km öster om huvudstaden Mexico City. Real del Monte ligger 886 meter över havet och antalet invånare är 310.
Terrängen runt Real del Monte är lite bergig. Runt Real del Monte är det ganska tätbefolkat, med 222 invånare per kvadratkilometer. Närmaste större samhälle är Córdoba, 15,2 km norr om Real del Monte. I omgivningarna runt Real del Monte växer i huvudsak städsegrön lövskog.